# Sydlig stenkrypare
Sydlig stenkrypare (Lithobius tricuspis) är en mångfotingart som beskrevs av Frederik Vilhelm August Meinert 1872. Sydlig stenkrypare ingår i släktet Lithobius och familjen stenkrypare. Arten har ej påträffats i Sverige. Inga underarter finns listade i Catalogue of Life.